# Neufchâtel-en-Saosnois
Neufchâtel-en-Saosnois ist eine französische Gemeinde mit 1.023 Einwohnern (Stand: 1. Januar 2022) im Département Sarthe in der Region Pays de la Loire; sie gehört zum Arrondissement Mamers und zum Kanton Mamers (bis 2015: Kanton La Fresnaye-sur-Chédouet). Die Einwohner werden Neufchâtellois genannt.

## Geographie
Neufchâtel-en-Saosnois liegt etwa 50 Kilometer nördlich von Le Mans. Das Gemeindegebiet wird im Osten vom Fluss Bienne tangiert. Umgeben wird Neufchâtel-en-Saosnois von den Nachbargemeinden Villeneuve-en-Perseigne im Norden und Westen, Villaines-la-Carelle im Osten und Nordosten, Saint-Rémy-du-Val im Süden sowie Ancinnes im Westen und Südwesten. Sie gehört zum Regionalen Naturpark Normandie-Maine.

## Bevölkerungsentwicklung
| 1962                      | 1968 | 1975 | 1982 | 1990 | 1999 | 2006 | 2013 |
| ------------------------- | ---- | ---- | ---- | ---- | ---- | ---- | ---- |
| 806                       | 712  | 650  | 704  | 794  | 763  | 909  | 1004 |
| Quelle: Cassini und INSEE |      |      |      |      |      |      |      |

## Sehenswürdigkeiten
- Kirche Saint-Étienne aus dem 13. Jahrhundert
- Ruine des Klosters Perseigne aus dem 12. Jahrhundert, seit 1932 Monument historique

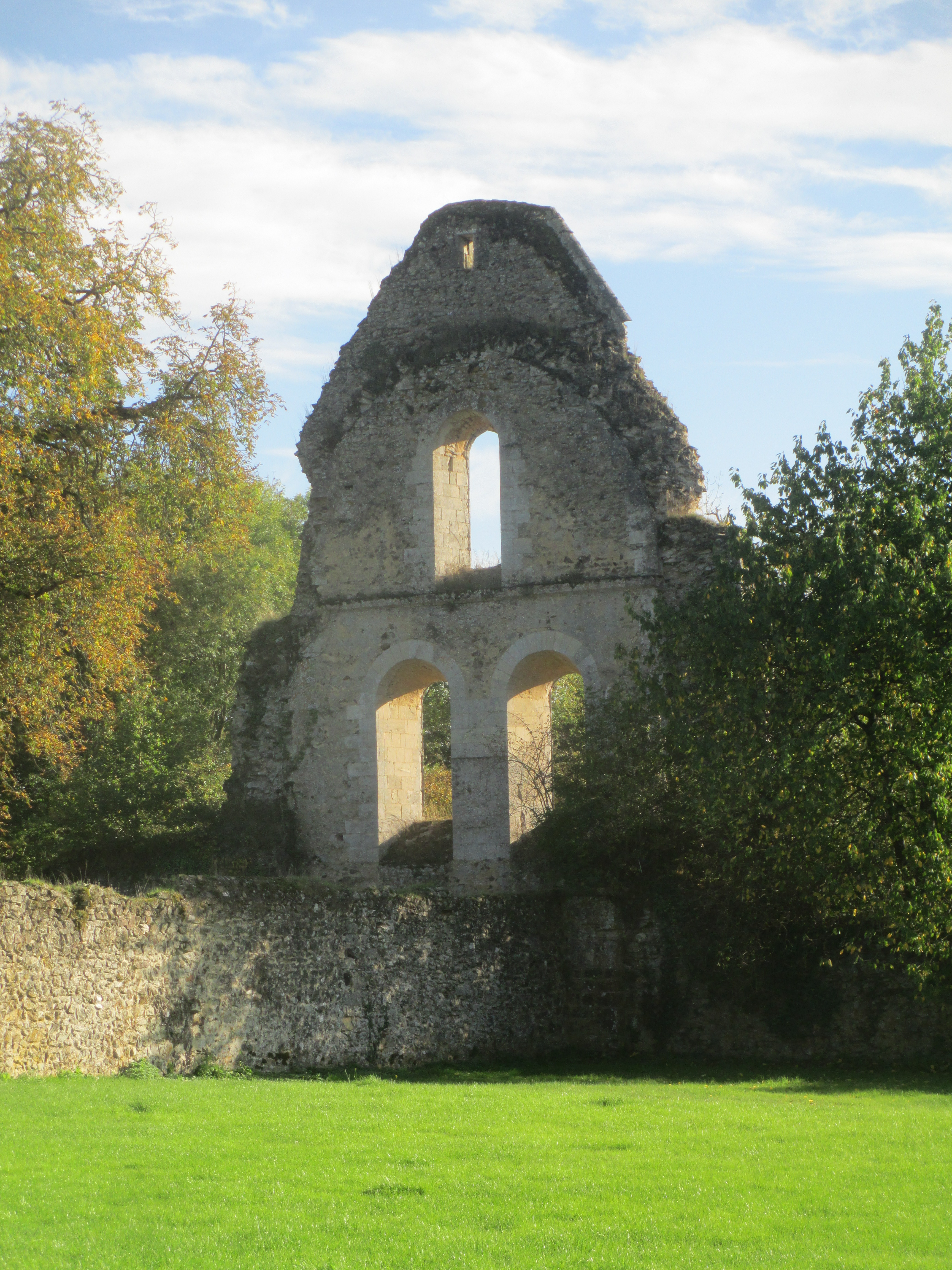
Klosterruine

- Museum Haus Le Sabot

## Persönlichkeiten
- Eugénie Emma Valladon (1837–1913), genannt: Thérésa, Sängerin